# وسا پولیاینن
وسا پولیاینن (فنلاندی: Vesa Pulliainen; ۸ مهٔ ۱۹۵۷ – ۲۱ فوریهٔ ۲۰۱۰) بازیکن فوتبال اهل فنلاند بود.
وی همچنین در تیم ملی فوتبال فنلاند بازی کرده‌است.